# Bremszylinder

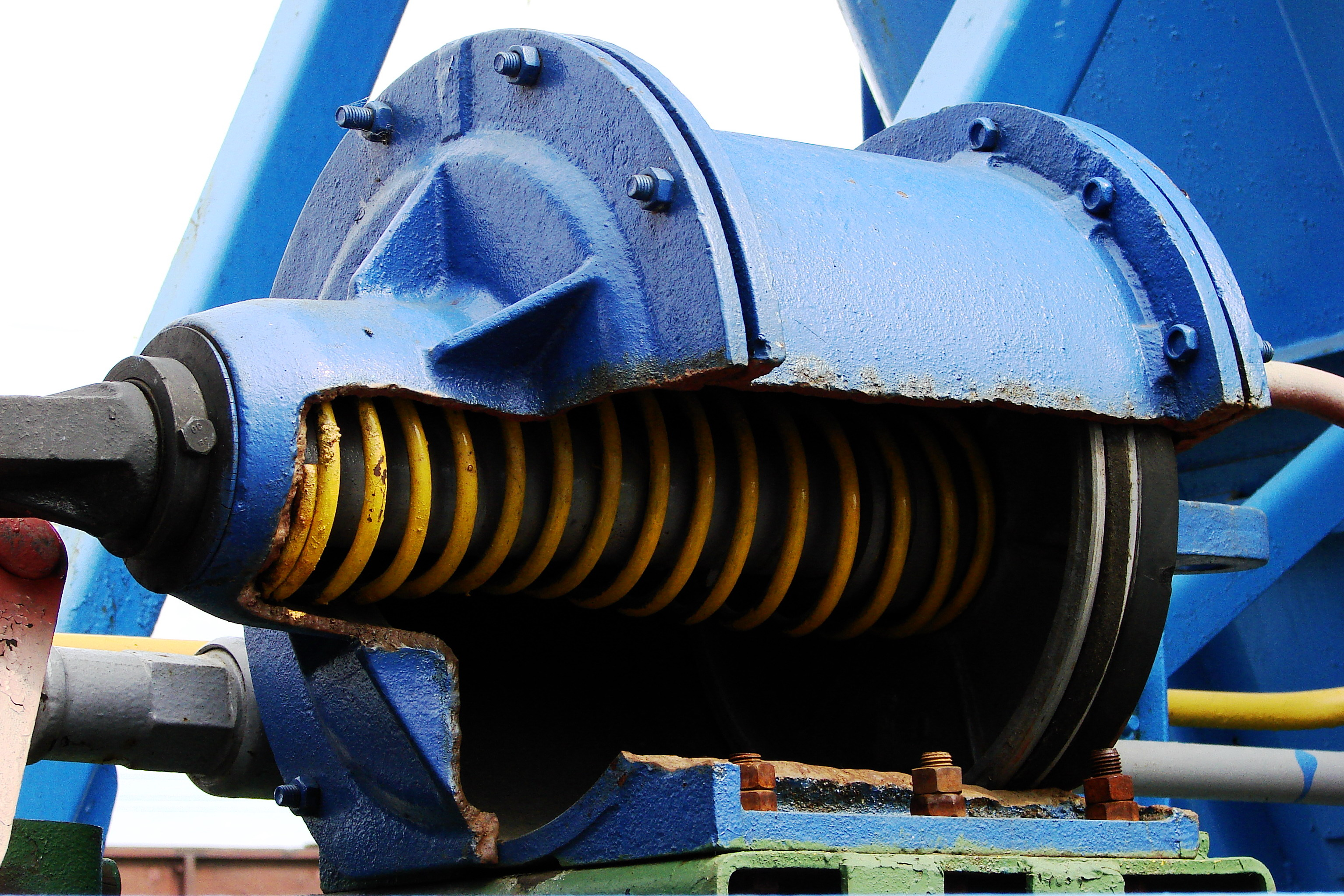
Schnittmodell eines Bremszylinders

Der Bremszylinder ist ein Teil der Druckluftbremse oder der hydraulischen Bremse, in dem das technische Medium der Bremskraftübertragung (Druckluft, bzw. Bremsflüssigkeit) seine Kraft in die Bewegung und Kraftausübung des Bremsgestänges übersetzt. Je nach Einsatzzweck gibt es verschiedene Arten von Bremszylindern.  
Es existiert in der Regel ein Hauptbremszylinder (HBZ), durch den Druck auf die Pneumatik bzw. Hydraulik ausgeübt wird. Weiterhin existieren, z. B. bei Trommelbremsen, sogenannte Radbremszylinder (RBZ), die den durch den Hauptbremszylinder im Bremssystem aufgebauten Druck auf die Bremsbacken übertragen. 

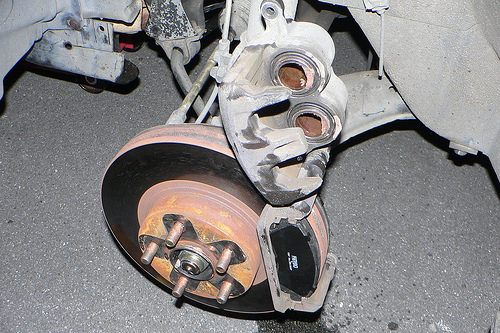
Aufgeklappter KFZ-Bremssattel einer Scheibenbremse mit Doppelbremszylinder beim Wechseln der Bremsbeläge.

Die zylinderförmigen Radbremszylinder mit innenliegenden Kolben sind bei der Hydraulikbremse fest auf der Bremsankerplatte montiert und wirken auf die Bremsbacken. Die Bremszylinder bei Scheibenbremsen befinden sich im Bremssattel und drücken auf die Bremsklötze. Die Bremszylinder der Druckluftbremse sind meist am Fahrgestell befestigt und betätigen über ein Gestänge die Bremsnocken, welche die Bremsbacken spreizen.